# Mögeliner Luch
Das Naturschutzgebiet Mögeliner Luch liegt auf dem Gebiet des Landkreises Havelland in Brandenburg.
Das 82,24 ha große Naturschutzgebiet, das mit Verordnung vom 5. Februar 1998 unter Naturschutz gestellt wurde, erstreckt sich zwischen Heidefeld im Nordwesten, einem Wohnplatz der Stadt Rathenow, und von Mögelin im Südwesten, einem Ortsteil der Stadt Premnitz. Westlich des Gebietes verläuft die B 102 und fließt die Havel.